# Skrunda-1
Skrunda-1 dont le nom officiel est Līdumnieki est une ville secrète située à 5 km au nord de la ville de Skrunda, en Lettonie.
C'était le site de deux installations radar construites dans les années 1960 par les soviétiques pour détecter d'éventuels intrusions de missiles balistiques intercontinentaux. Actuellement toute activité y est abandonnée.

## Installations militaires
À la suite d'un accord « Sur le statut légal de la station de radars de Skrunda pendant son fonctionnement temporaire et son démantèlement » signé le 30 avril 1994 par la Lettonie et la fédération de Russie la fédération de Russie est autorisée à utiliser la station pendant quatre années après quoi elle doit démanteler la station dans un délai de huit mois. La date limite de démantèlement était fixée au 29 février 2000. La Russie demanda à la Lettonie de prolonger la location de la station Dnepr de Skrunda pour au moins deux années jusqu'à ce que la nouvelle station de radar Daryal en cours de construction à proximité du radar de Baranavitchy en Biélorussie soit opérationnelle. Riga rejeta cette demande et une équipe d'inspecteurs de l'Organisation pour la sécurité et la coopération en Europe contrôla la fermeture du radar le 4 septembre 1998,.